# Visconde de Lindoso
Visconde de Lindoso é um título nobiliárquico criado por D. Luís I de Portugal, por Decreto de 27 de Outubro de 1863, em favor de João Peixoto da Silva Almeida Macedo e Carvalho, antes Alcaide-Mor Honorário do Castelo de Lindoso e depois 1.º Conde de Lindoso e 1.º Marquês de Lindoso.
Titulares
1. João Peixoto da Silva Almeida Macedo e Carvalho, 1.º Visconde, 1.º Conde e 1.º Marquês de Lindoso;
2. Gonçalo Manuel Peixoto da Silva Almeida Macedo e Carvalho, 2.º Visconde de Lindoso.